# كارل مونرو
كارل مونرو (بالإنجليزية: Carl Monroe)‏ هو لاعب كرة قدم أمريكية أمريكي، ولد في 20 فبراير 1960 في بيتسبرغ في الولايات المتحدة، وتوفي في 27 أبريل 1989 في سان خوسيه في الولايات المتحدة.

## وصلات خارجية
- كارل مونرو على موقع مرجع كرة القدم المحترفة.كوم (الإنجليزية)